# Ладожское викариатство
Ла́дожское викариа́тство — историческое викариатство Санкт-Петербургской епархии Русской Православной Церкви.

## История
Ладожская кафедра является наследницей Корельской епархии, существующей с конца XVI века. Первым викарием Новгородской кафедры с титулом Ладожский был поставленный 18 января 1708 года Иоиль (Возьмитянин), остававшийся на кафедре до кончины в 1712 году. Но в большинстве работ его неправильно титулуют «Корельский (или Кексгольмский) и Ладожский». Этот титул появился только у его преемников, в связи с освобождением города Корела от шведской оккупации.
24 июня 1865 года Ладожская кафедра была учреждена как викариатство Санкт-Петербургской епархии.
24 октября 1892 года правящему архиерею Санкт-Петербургской епархии был назначен титул «митрополит Санкт-Петербургский и Ладожский», в связи с чем Ладожское викариатство упразднялось, а епископ Ладожский Николай (Налимов) стал епископом Гдовским.
Вновь эта кафедра была восстановлена в 1917 году. Во второй половине XX века правящий архиерей Ленинградской епархии временно управлял также Новгородской епархией, в связи с чем носил титул Ленинградский и Новгородский. 20 июня 1990 года Новгородская епархия получила собственного архиерея, а управляющий Ленинградской епархией получил титул Ленинградского и Ладожского, в связи с чем Ладожское викариатство было упразднено.

## Епархии
Ладожское викариатство Новгородской епархии
- Иоиль (Возьмитянин) (18 января 1708 — 17 июня 1712)

Ладожское викариатство Санкт-Петербургской — Петроградской — Ленинградской епархии
- Герасим (Добросердов) (24 июня 1865 — 25 января 1866)
- Аполлос (Беляев) (21 февраля — 12 декабря 1866)
- Палладий (Раев-Писарев) (18 декабря 1866 — 15 июля 1869)
- Павел (Лебедев) (29 августа 1869 — 23 июня 1871)
- Тихон (Покровский) (16 августа 1871 — 13 июня 1873)
- Палладий (Ганкевич) (28 сентября 1873 — 9 сентября 1876)
- Ермоген (Добронравин) (9 сентября 1876 — 24 апреля 1882)
- Арсений (Брянцев) (17 мая 1882 — 28 марта 1887)
- Сергий (Серафимов) (24 апреля — 5 декабря 1887)
- Митрофан (Невский) (14 февраля 1888 — 21 июля 1890)
- Николай (Налимов) (5 августа 1890 — 24 октября 1892)
- Мелхиседек (Паевский) (17 июня 1917 — 26 июня 1919)
- Иннокентий (Тихонов) (10 апреля 1922 — декабрь 1925)
- Марк (Шавыкин) (11 августа 1970 — 29 декабря 1983)
- Арсений (Епифанов) (5 октября 1989 — 20 июля 1990)